# Oh we'll hang Jeff Davis from a sour apple tree

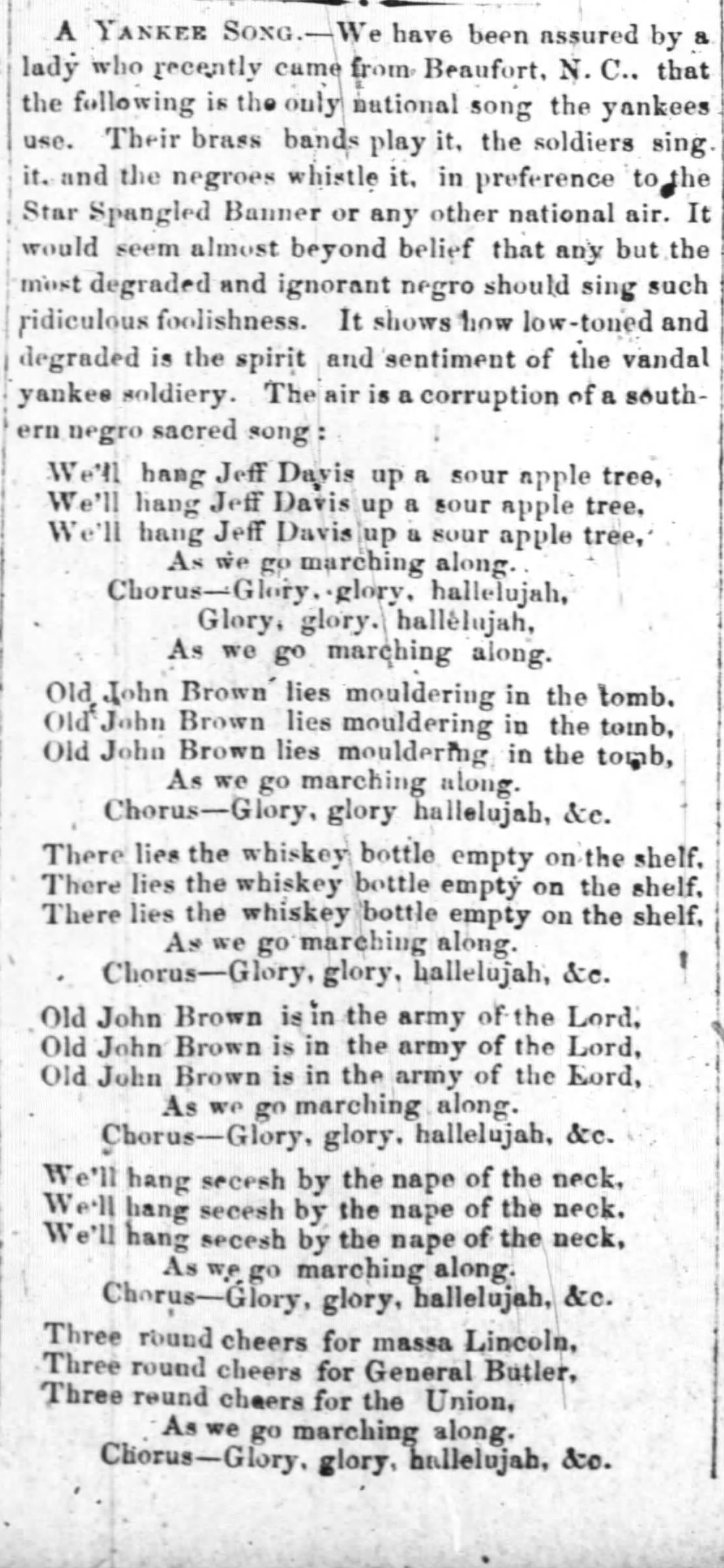
«A Yankee Song» (en español: «Una canción yanqui», publicada originalmente en The Charlotte Democrat, Charlotte, Carolina del Norte, el 23 de diciembre de 1862.

«Oh we'll hang Jeff Davis from a sour apple tree» (en español: «Oh, colgaremos a Jeff Davis de un manzano agrio», y similares) es una variante de la canción popular estadounidense «John Brown's Body», cantada por militares, civiles unionistas y libertos de los Estados Unidos durante y después de la Guerra de Secesión. La frase y las imágenes asociadas adquirieron relevancia en los asuntos legales de posguerra relacionados con el posible procesamiento de antiguos políticos y oficiales confederados; a veces se hacía referencia a la letra en caricaturas políticas y obras de arte de la época, y en debates políticos que continuaron hasta bien entrada la era posterior a la Reconstrucción.

## Historia
Jeff Davis y el manzano agrio aparecen impresos ya en agosto de 1861. En 1880, un veterano del Ejército estadounidense se atribuyó el mérito de haber cantado por primera vez la letra en la primavera de 1862 en Virginia, inspirándose en una canción anterior sobre un «mono enfermo en un manzano agrio». En 1947, un superviviente de la esclavitud estadounidense llamado Perry Vaughn recordó: «Luché en el ejército de Abe Lincoln y toqué el bajo en la banda del Ejército. Todavía recuerdo, como si fuera ayer, haber tocado "We'll Hang Jeff Davis on a Sour Apple Tree"».
Una variante menos sanguinaria era: «Le daremos manzanas agrias a Jeff Davis hasta que le dé diarrea».
La novela corta de Richard Wright de 1938 Big Boy Leaves Home hace referencia a una variante supremacista blanca: «Colgaremos a cada negro en un manzano agrio».
Jefferson Davis, el primer y único presidente de los Estados Confederados de América, murió por causas naturales en 1889.

## Galería

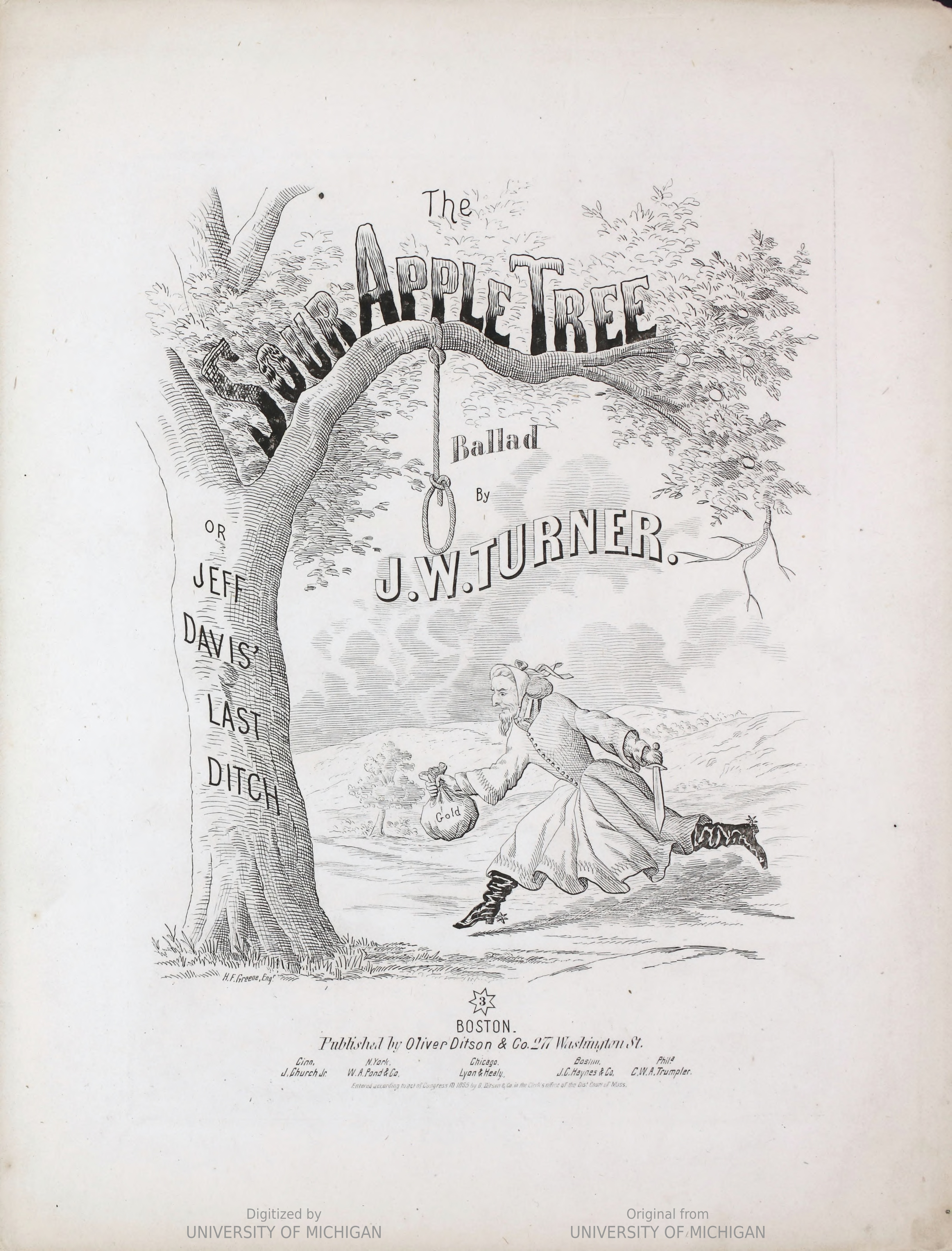
La portada de un derivado «The Sour Apple Tree, or Jeff Davis' Last Ditch» muestra a Davis vestido, una imagen común tras el final de la guerra, ya que cuando fue capturado llevaba una capa de mujer (Edison Collection of American Sheet Music at University of Michigan via HathiTrust).
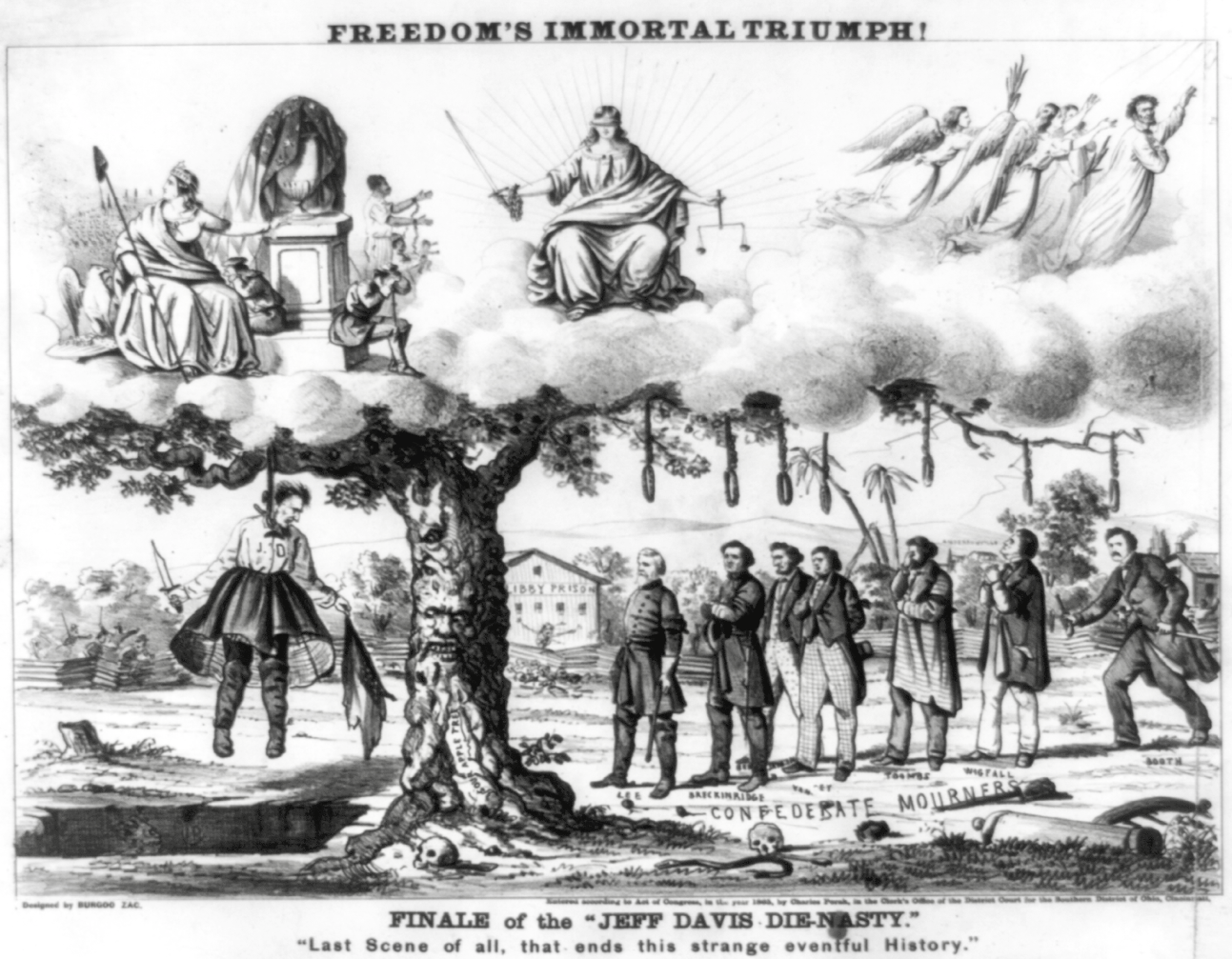
Esta caricatura política estadounidense de 1865 titulada «El triunfo inmortal de la libertad» presenta imágenes de la canción (Biblioteca del Congreso cph.3b35188)
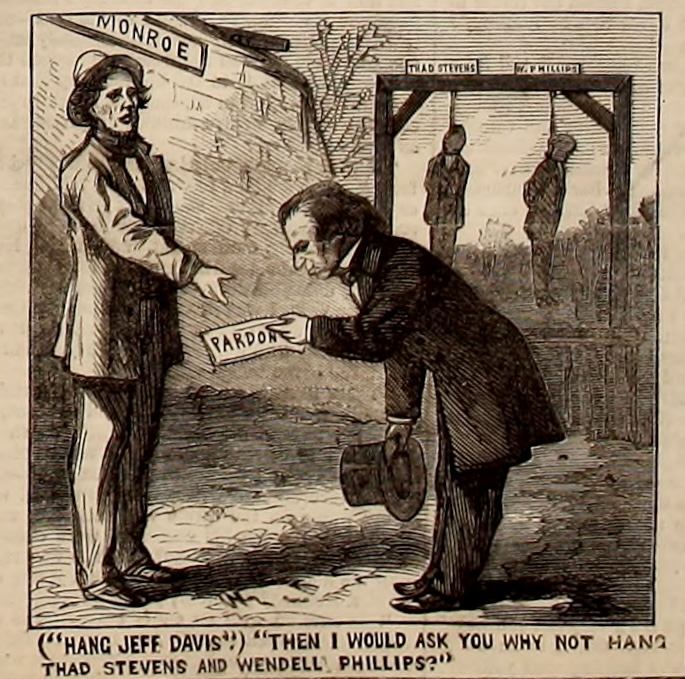
Los manifestantes que alborotaban la gira Swing Around the Circle de Andrew Johnson le pidieron que ahorcara a Jeff Davis; él les pidió que consideraran ahorcar a Wendell Phillips y Thaddeus Stevens en su lugar (Panel del viaje de Andy por Thomas Nast, Harper's Weekly, 27 de octubre de 1866).
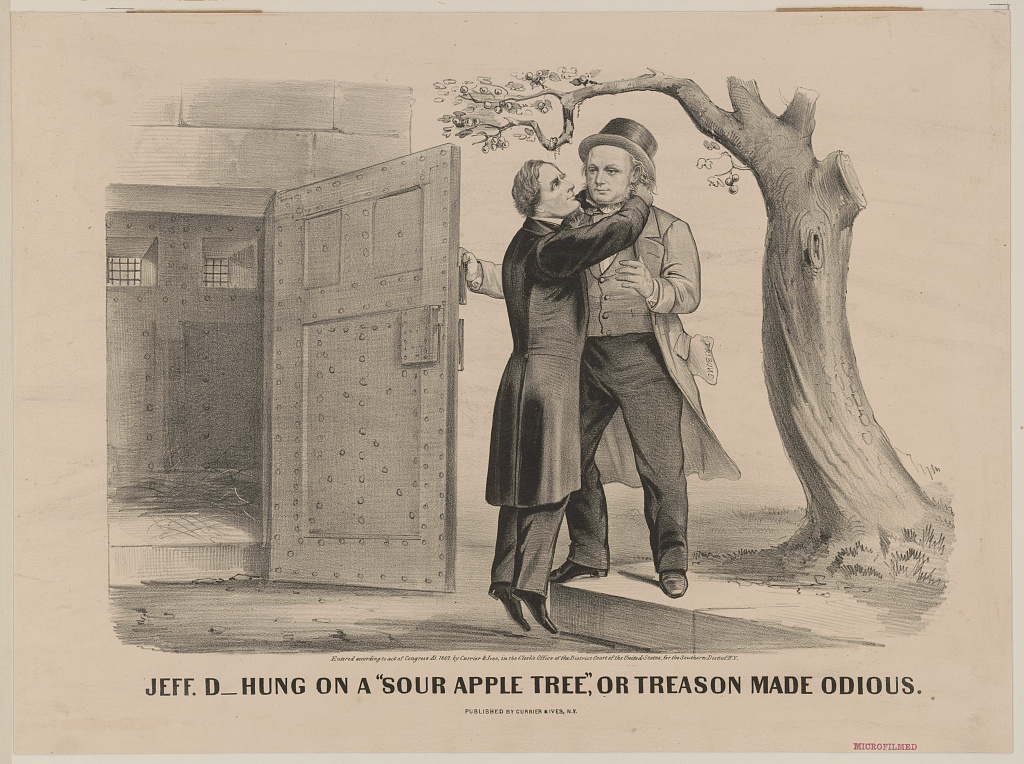
Esta caricatura política hace referencia a la letra de la canción y a una de las frases típicas de los discursos de campaña de Andrew Johnson («la traición debe hacerse odiosa»),[16][17] en su crítica al apoyo de Horace Greeley a la liberación de Davis de Fort Monroe (Biblioteca del Congreso LC-DIG-pga-09194).
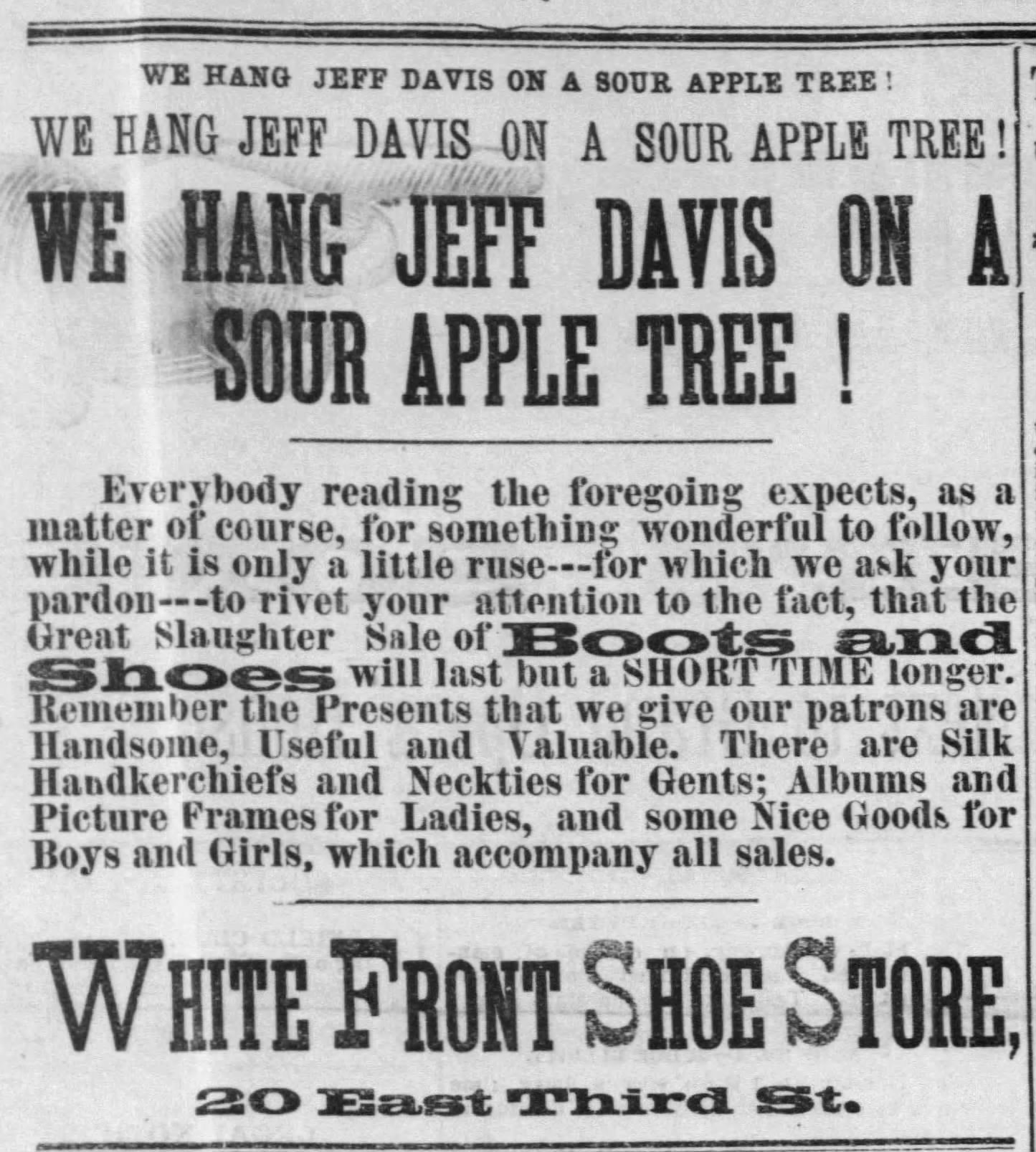
Anuncio de la zapatería White Front (The Dayton Herald, Dayton, Ohio, 6 de febrero de 1888).